# 1997年日本グランプリ (4輪)
1997年日本グランプリ (1997 Japanese Grand Prix) は1997年のF1世界選手権第16戦として10月12日に鈴鹿サーキットで決勝レースが開催された。

## 概要
ウィリアムズのジャック・ヴィルヌーヴがフェラーリのミハエル・シューマッハを9ポイントリードして残り2戦を迎えた。ヴィルヌーヴがシューマッハよりも1ポイントでも多く獲得すれば、最終戦を待たずヴィルヌーヴのドライバーズチャンピオンが決定する。
コンストラクターズタイトルはウィリアムズがフェラーリを26ポイントリードしており、こちらもタイトル決定の可能性がある。
ミナルディの片山右京が現役引退を突如発表した。

## 予選

### 展開
ヴィルヌーヴが日本GPでは2年連続となるポールポジションを獲得。ここ数戦不振だったフェラーリもシューマッハが0.062秒差の2位、エディ・アーバインが3位と復調ぶりを示した。4位以下はミカ・ハッキネン（マクラーレン）、ゲルハルト・ベルガー（ベネトン）、ハインツ＝ハラルド・フレンツェン（ウィリアムズ）の順となった。
ザウバーのジャンニ・モルビデリはダンロップコーナーでクラッシュし、ドクターストップにより決勝への出場が見送られた。
予選終了後、審議委員団からヴィルヌーヴを失格処分とするとの発表があり、パドックは騒然となった。土曜午前のフリー走行中、ティレルのマシンがバックストレートでストップし、撤去作業のためこの区間にイエローフラッグが提示された。その間に自己ベストタイムを記録したドライバー達には、減速の義務を怠ったとしてイエローフラッグ無視の判定が下された。ヴィルヌーヴは過去の違反累積により「執行猶予付き1戦出場停止」の立場にあったため、今回の判定でペナルティが実行された。
ウィリアムズは直ちに国際控訴裁判所 (ICA) に控訴し、ヴィルヌーヴは暫定的に決勝への出走を認められた。決勝の正式結果は、10月21日にパリのFIA本部で下される裁定を待つことになった。

### 結果
| 順位 | No | ドライバー                       | コンストラクター         | タイム   | 差     |
| ---- | -- | -------------------------------- | ------------------------ | -------- | ------ |
| 1    | 3  | ジャック・ヴィルヌーヴ           | ウィリアムズ・ルノー     | 1'36.071 |        |
| 2    | 5  | ミハエル・シューマッハ           | フェラーリ               | 1'36.133 | +0.062 |
| 3    | 6  | エディ・アーバイン               | フェラーリ               | 1'36.466 | +0.395 |
| 4    | 9  | ミカ・ハッキネン                 | マクラーレン・メルセデス | 1'36.469 | +0.398 |
| 5    | 8  | ゲルハルト・ベルガー             | ベネトン・フォード       | 1'36.561 | +0.490 |
| 6    | 4  | ハインツ＝ハラルド・フレンツェン | ウィリアムズ・ルノー     | 1'36.628 | +0.557 |
| 7    | 7  | ジャン・アレジ                   | ベネトン・ルノー         | 1'36.682 | +0.611 |
| 8    | 16 | ジョニー・ハーバート             | ザウバー・ペトロナス     | 1'36.906 | +0.835 |
| 9    | 12 | ジャンカルロ・フィジケラ         | ジョーダン・プジョー     | 1'36.917 | +0.846 |
| 10   | 14 | オリビエ・パニス                 | プロスト・無限ホンダ     | 1'37.073 | +1.002 |
| 11   | 10 | デビッド・クルサード             | マクラーレン・メルセデス | 1'37.095 | +1.024 |
| 12   | 22 | ルーベンス・バリチェロ           | スチュワート・フォード   | 1'37.343 | +1.272 |
| 13   | 11 | ラルフ・シューマッハ             | ジョーダン・プジョー     | 1'37.443 | +1.372 |
| 14   | 23 | ヤン・マグヌッセン               | スチュワート・フォード   | 1'37.480 | +1.409 |
| 15   | 15 | 中野信治                         | プロスト・無限ホンダ     | 1'37.588 | +1.517 |
| 16   | 2  | ペドロ・ディニス                 | アロウズ・ヤマハ         | 1'37.853 | +1.782 |
| 17   | 1  | デイモン・ヒル                   | アロウズ・ヤマハ         | 1'38.022 | +1.951 |
| 18   | 17 | ジャンニ・モルビデリ             | ザウバー・ペトロナス     | 1'38.556 | +2.485 |
| 19   | 20 | 片山右京                         | ミナルディ・ハート       | 1'38.983 | +2.912 |
| 20   | 21 | タルソ・マルケス                 | ミナルディ・ハート       | 1'39.678 | +3.607 |
| 21   | 18 | ヨス・フェルスタッペン           | ティレル・フォード       | 1'40.259 | +4.188 |
| 22   | 19 | ミカ・サロ                       | ティレル・フォード       | 1'40.529 | +4.458 |

- 予選通過タイム 1'42.795

## 決勝

### 展開

#### フェラーリのチームプレー
スタートではヴィルヌーヴがシューマッハを牽制しながら、トップのまま1コーナーに進入した。ハッキネンがアーバインをかわして3位に浮上し、ヴィルヌーヴ、シューマッハ、ハッキネン、アーバイン、フレンツェン、ベルガーの順でオープニングラップを消化した。
2周目、フェラーリ陣営が最初の連携作戦を展開する。S字コーナーの逆バンクでシューマッハが減速してハッキネンを抑え、すかさず2台後ろにいたアーバインが2人をまとめてかわして2位に浮上（日本でのレースを多く経験していたアーバインは逆バンクのラインが2本あることを知っており、レース前の作戦会議でこれを利用することをチームに提言していた）。さらに3周目のシケインではヴィルヌーヴも抜いてトップに躍り出た。失格の可能性があるヴィルヌーヴはシューマッハを抑え込み、ライバルの獲得ポイントを減らすことに専念した。レース序盤はアーバインがトップを快走し、2位以下に10秒以上の差をつける予想外の展開となった。
9周目、ミナルディの片山右京がスプーンカーブ手前でマシンを止めた。片山は金曜日のフリー走行後、今季限りでのF1引退を表明しており、これが最後の日本GPとなった。
14周目、ハッキネンとベルガーが同時にピットインし、最初のタイヤ交換と再給油が行われる。上位3台はアーバインが17周目、シューマッハが18周目、ヴィルヌーヴが20周目にピットインした。ヴィルヌーヴはシューマッハの目前でコースに復帰したが、車速の乗ったシューマッハに1コーナーでかわされた。
25周目、トップを独走していたアーバインが突然ペースを落とし、シューマッハとヴィルヌーヴに追いつかれた。アーバインは逆バンクでシューマッハにトップを譲ると、すかさずヴィルヌーヴをブロックする役にまわった。フェラーリ陣営の巧妙な連係作戦により、シューマッハは逃げの体勢に入った。
ヴィルヌーヴはアーバインに抑え込まれた上に、30周目の2回目のピットインでは給油作業に手間取り、ハッキネンにも先行された。反対に、チームメイトのフレンツェンはピットインを遅らせたことが成功し、アーバインの前にポジションアップした。ピットストップ終了後の順位はシューマッハ、フレンツェン、アーバイン、ハッキネン、ヴィルヌーブ、アレジとなった。
レース終盤、シューマッハはアロウズのデイモン・ヒルを周回遅れにするのに手間取り、フレンツェンとの差が縮まった。しかし、シューマッハは今季5勝目を獲得してポイントを78点に伸ばし、暫定5位に終わったヴィルヌーヴとの差を1点に縮めた。レース後にマシンを降りると、アシストを務めたアーバインと勝利を祝った。
コンストラクターズポイントはウィリアムズ120点、フェラーリ100点となり、ヴィルヌーヴの裁定結果に関係なくウィリアムズのタイトル防衛が決定した。

#### レース後
10月16日、ウィリアムズは国際控訴裁判所への訴えを取り下げ、ヴィルヌーヴの失格処分が確定した。ヴィルヌーヴの5位2ポイントが無効となったため、シューマッハ78ポイント、ヴィルヌーヴ77ポイントとなり、シューマッハ1点リードの状態で最終戦ヨーロッパGPを迎えることになった。5位以下の順位が繰り上がり、ザウバーのジョニー・ハーバートが6位1ポイントを獲得した。

### 結果
| 順位 | No | ドライバー                       | コンストラクター         | 周回 | タイム/リタイア    | グリッド | ポイント |
| ---- | -- | -------------------------------- | ------------------------ | ---- | ------------------ | -------- | -------- |
| 1    | 5  | ミハエル・シューマッハ           | フェラーリ               | 53   | 1:29:48.446        | 2        | 10       |
| 2    | 4  | ハインツ＝ハラルド・フレンツェン | ウィリアムズ・ルノー     | 53   | +1.378             | 6        | 6        |
| 3    | 6  | エディ・アーバイン               | フェラーリ               | 53   | +26.384            | 3        | 4        |
| 4    | 9  | ミカ・ハッキネン                 | マクラーレン・メルセデス | 53   | +27.129            | 4        | 3        |
| 5    | 7  | ジャン・アレジ                   | ベネトン・ルノー         | 53   | +40.403            | 7        | 2        |
| 6    | 16 | ジョニー・ハーバート             | ザウバー・ペトロナス     | 53   | +41.630            | 8        | 1        |
| 7    | 12 | ジャンカルロ・フィジケラ         | ジョーダン・プジョー     | 53   | +56.825            | 9        |          |
| 8    | 8  | ゲルハルト・ベルガー             | ベネトン・フォード       | 53   | +1:00.429          | 5        |          |
| 9    | 11 | ラルフ・シューマッハ             | ジョーダン・プジョー     | 53   | +1:22.036          | 13       |          |
| 10   | 10 | デビッド・クルサード             | マクラーレン・メルセデス | 52   | Engine             | 11       |          |
| 11   | 1  | デイモン・ヒル                   | アロウズ・ヤマハ         | 52   | +1 lap             | 17       |          |
| 12   | 2  | ペドロ・ディニス                 | アロウズ・ヤマハ         | 52   | +1 lap             | 16       |          |
| 13   | 18 | ヨス・フェルスタッペン           | ティレル・フォード       | 52   | +1 lap             | 21       |          |
| DSQ  | 3  | ジャック・ヴィルヌーヴ           | ウィリアムズ・ルノー     | 53   | 失格               | 1        |          |
| Ret  | 21 | タルソ・マルケス                 | ミナルディ・ハート       | 46   | ギアボックス       | 20       |          |
| Ret  | 19 | ミカ・サロ                       | ティレル・フォード       | 46   | エンジン           | 22       |          |
| Ret  | 14 | オリビエ・パニス                 | プロスト・無限ホンダ     | 36   | エンジン           | 10       |          |
| Ret  | 15 | 中野信治                         | プロスト・無限ホンダ     | 22   | ホイールベアリング | 15       |          |
| Ret  | 20 | 片山右京                         | ミナルディ・ハート       | 8    | エンジン           | 19       |          |
| Ret  | 22 | ルーベンス・バリチェロ           | スチュワート・フォード   | 6    | スピン             | 12       |          |
| Ret  | 23 | ヤン・マグヌッセン               | スチュワート・フォード   | 3    | スピン             | 14       |          |
| DNS  | 17 | ジャンニ・モルビデリ             | ザウバー・ペトロナス     | 0    | アクシデント       | 18       |          |

- No.3はフリー走行中の黄旗無視により失格
- No.17は予選中の負傷により不出走

## 逸話
- このグランプリを当時4歳の松下信治が父に連れられ初レース観戦として客席から見ていた。F1に感動した松下はこの日をきっかけにレーシングカートを開始し、レーサーをめざす起点となった[5]。